# Фахова проблематика
Фахова проблематика — галузь знань та досліджень, пов'язаних з розв'язанням спеціалізованих питань, які потребують високого рівня професійної кваліфікації. Це можуть бути проблеми в будь-якій галузі науки, техніки, медицини, права, соціології, психології та інших.
Фахова проблематика є одним з важливих аспектів професійного розвитку та підвищення кваліфікації працівників. Фахова проблематика охоплює також етичні, соціальні та економічні аспекти, що пов'язані з професійною діяльністю. Наприклад, етичні питання можуть виникати у медичній практиці, де лікар повинен дотримуватись певних принципів. Соціальні проблеми можуть виникати у викладачів, які повинні знаходити способи підтримки та розвитку особистості студентів та учнів. Економічні проблеми можуть виникати спеціалістів, які повинні знаходити способи оптимізації витрат та збільшення прибутку компанії. 
Розв'язання фахової проблематики вимагає не лише знань та навичок в окремій галузі, але й креативного мислення, аналітичних та логічних умінь. Фахівці повинні бути готові до постійного навчання та покращення своїх знань, щоб бути ефективними у розв'язання складних проблем. В цьому процесі важливу роль відіграють наукові дослідження та сьогоденні технології, які допомагають знайти оптимальні рішення та інноваційне ставлення до професійної діяльності. Отже, один з головних аспектів фахової проблематики — це дослідження. Кожна наука має свої особливості, але у всіх вона базується на дослідженнях, які проводяться з метою збільшення знань про об'єкт дослідження. Важливим елементом досліджень є використання різних методів, які дають змогу отримати об'єктивну інформацію про досліджуваний об'єкт.

## Етичні аспекти
Етичні аспекти в фаховій проблематиці є дуже важливими, оскільки вони визначають правильність дій фахівця. В професійній діяльності можуть виникати ситуації, де необхідно вирішити етичний конфлікт. Наприклад, лікар може зіткнутися з ситуацією, коли його обов'язки як медика суперечать його особистим переконанням або релігійним баченням. У таких ситуаціях лікар повинен керуватися принципами законодавства та медичної етики, що регулює його професійну діяльність.
Іншим прикладом етичного конфлікту може бути ситуація, коли спеціаліст повинен зробити вибір між збереженням робочих місць та збільшенням прибутку компанії, але це може призвести до негативного впливу на довкілля. У таких випадках необхідно враховувати інтереси всіх, а не тільки компанії.
Важливим аспектом є дотримання принципу конфіденційності: фахівці повинні зберігати конфіденційність інформації, отриманої в процесі роботи. Вони повинні поважати приватність своїх клієнтів та уникати розголошування конфіденційної інформації без належного дозволу.
Дотримання принципів справедливості та рівності є не менш важливими. Фахівці повинні поважати права та гідність всіх людей, з якими вони працюють. Вони повинні уникати дискримінації та несправедливості у всіх аспектах своєї діяльності.
Фахівці повинні мати глибокі знання в галузі етики та бути готовими до розв'язання етичних проблем. Важливо також розвивати свої моральні цінності, щоб бути готовим до вирішення етичних конфліктів.

## Соціальні аспекти
Соціальні аспекти також мають велике значення в фаховій проблематиці. Фахівці повинні бути свідомими до соціальних проблем та використовувати свої знання для їх вирішення. 
Наприклад, соціальні проблеми включають бідність, безробіття, наркоманію. Психологи та інші фахівці можуть допомогти вирішити це, використовуючи свої знання та навички.
Крім того, фахівці повинні бути готові до співпраці з іншими людьми, оскільки це може бути необхідно для розв'язання складних проблем. Наприклад, працівники з різних галузей можуть працювати разом, щоб розв'язувати проблему безробіття чи бідності. 
Також фахівці повинні забезпечувати безпеку та захист здоров'я своїх споживачів та колег. Вони повинні розуміти ризики, пов'язані з їх діяльністю, та вживати заходів для їх зменшення.
Отже, соціальні аспекти мають велике значення в фаховій проблематиці, і фахівці повинні бути готові до розв'язання соціальних проблем, співпраці з іншими людьми та використання своїх знань для досягнення позитивного соціального впливу. Фахівці повинні розуміти вплив своєї діяльності на суспільство. Вони повинні враховувати соціальні наслідки своїх рішень та дій та забезпечувати максимальну користь для громадськості.

## Економічні аспекти
Економічні аспекти також мають велике значення в фаховій проблематиці. Фахівці повинні розуміти економічні наслідки своєї діяльності та враховувати їх при прийнятті рішень. Вони повинні дотримуватися принципів раціонального використання ресурсів та економічної ефективності.
Наприклад, економічні проблеми включають низький рівень доходів, нестабільність ринку праці та економічний розвиток. Економісти, фінансисти та інші фахівці можуть допомогти розв'язувати ці проблеми, використовуючи свої знання.
Фахівці повинні здійснювати аналіз витрат на свою діяльність та розглядати ефективність використання ресурсів. Вони повинні розуміти рівень витрат на виробництво, обслуговування та управління проєктом та працювати над зменшенням витрат.
Фахівці повинні розуміти, як їх діяльність впливає на доходи. Вони повинні знати, яким чином вони можуть збільшити прибуток та зменшити витрати, щоб підвищити ефективність своєї діяльності.
Фахівці повинні розуміти, як їх діяльність впливає на конкуренцію в галузі та враховувати конкурентні фактори у своїх рішеннях. Вони повинні аналізувати конкурентність своїх продуктів та послуг та використовувати цю інформацію для покращення
Крім того, фахівці повинні розуміти, як економічні процеси можуть бути використані для досягнення позитивного соціального впливу. Наприклад, застосування технологій може зменшити результат економічної нерозвиненості та покращити якість життя людей.
Економічні аспекти фахової проблематики включають аналіз витрат, доходів та ефективності рішень, пов'язаних з певною галуззю, процесом або продуктом. Для розв'язання економічних проблем необхідні знання про економічні закономірності та фінансові інструменти.